# Cicero (New York)
Cicero è un comune degli Stati Uniti d'America che si trova nello stato di New York, quasi al centro del medesimo, nella parte nord-orientale della contea di Onondaga.
Si affaccia sul lago Oneida.

## Storia
Il suo nome fu scelto in onore di Marco Tullio Cicerone (Cicero in latino).
Originariamente (1790) faceva parte del comune di Lysander, nel Central New York Military Tract, una zona riservata in compensazione a coloro che avevano combattuto nella guerra d'indipendenza americana. Fu costituita in città indipendente nel 1807 e vent'anni dopo circa metà del suo territorio venne scorporato per formare il comune di Clay.